# Алекса Јорданов
Алекса Јорданов (Београд, 10. априла 2002) фудбалски је голман који тренутно наступа за Трајал, на позајмици из крушевачког Напретка. Наступао је за пионирску, млађу кадетску и кадетску репрезентацију Северне Македоније.

## Каријера
Јорданов је фудбал почео да тренира у млађим категоријама Жаркова, одакле је прешао у Црвену звезду. У Црвеној звезди је провео 6 година и са својом екипом такмичио се до навршетка пионирског узраста. Лета 2017. најпре је уступљен фудбалском клубу 011, где се према споразуму задржао до краја календарске године, а затим је трајно прешао у ту екипу. Након тога је бранио за кадете Земуна, док је у омладинском узрасту чувао мрежу крушевачког Напретка.
Почетком 2020. прикључен је раду са првим тимом тог клуба, са којим је прошао зимске припреме у Анталији. Касније је лиценциран и за такмичење у Суперлиги Србије а у наставку сезоне, све до њеног прекида, бранио је за омладински састав. На отварању нове сезоне у Суперлиги Србије, против екипе Партизана, Јорданов је седео на клупи за резервне фудбалере. На том сусрету је дебитовао у 50. минуту, ушавши у игру уместо повређеног Младена Живковића. На наредном сусрету, против ивањичког Јавора, остао је на клупи за резерве, а предност је добио Милош Остојић који је у међувремену дошао у клуб.
Јорданов се по први пут нашао у стартној постави своје екипе у 3. колу Суперлиге, у победи над Радником из Сурдулице резултатом 2 : 1. Мрежу је по први пут сачувао у 8. колу, када је Напредак одиграо нерешено без погодака на Стадиону Славко Малетин Вава са домаћом ОФК Бачком. До краја првог дела сезоне, Јорданов је, у својству бонус играча, забележио 10 наступа у Суперлиги Србије. У постави своје екипе био је и у осмини финала Купа Србије када је ТСЦ из Бачке Тополе елиминисао Напредак из даљег такмичења. У другом делу сезоне, Јорданов је у постави Напретка био на гостовању Раднику у Сурдулици.
Почетком 2022. године, а након одласка Алексе Тодоровића у Ријеку, Јорданов је уступљен екипи Трајала.

## Репрезентација
Током пролећа 2017. Јорданов је са пионирском селекцијом Северне Македоније учестовао на турнирима у Јерменији и Кини. У фебруару наредне године био је у саставу на кампу млађе кадетске селекције који је одржан на Дојрану. Нешто касније је учестовао на развојном турниру у Зеници, где је екипа Северне Македоније освојила друго место у конкуренцији домаће селекције Босне и Херцеговине, Хрватске и Азербејџана. У августу исте године, био је део кадетске репрезентације која је одиграла три пријатељске утакмице на Малти са тамошњом селекцијом. Наступио на првом сусрету против омладинске екипе Малте, као и у реванш сусрету са одговарајућом селекцијом четири дана касније. Кадетска репрезентација Северне Македоније је наредног месеца учествовала на међународном турниру у Летонији. Крајем октобра 2020. Јорданов се нашао на списку селектора омладинске репрезентације Србије, Игора Спасића. Јорданов није био на списку новог селектора омладинске репрезентације Србије, Александра Рогића, у фебруару 2021. УЕФА је истог месеца отказала Европско првенство чије је одигравање било планирано у Румунији.

## Статистика

### Клупска
Ажурирано 17. јуна 2022.
|                    |          |                   |    |   |   |   |   |   |   |   |    |   |  |  |
| Напредак Крушевац  | 2019/20. | Суперлига Србије  | 0  | 0 | — | — | — | — | — | — | 0  | 0 |  |  |
| Напредак Крушевац  | 2020/21. | Суперлига Србије  | 11 | 0 | 1 | 0 | — | — | — | — | 12 | 0 |  |  |
| Напредак Крушевац  | 2021/22. | Суперлига Србије  | 1  | 0 | 0 | 0 | — | — | — | — | 1  | 0 |  |  |
| Напредак Крушевац  | Укупно   | Укупно            | 12 | 0 | 1 | 0 | — | — | — | — | 13 | 0 |  |  |
|                    |          |                   |    |   |   |   |   |   |   |   |    |   |  |  |
| Трајал (позајмица) | 2021/22. | Српска лига Исток | 14 | 0 | — | — | — | — | 1 | 0 | 15 | 0 |  |  |
|                    |          |                   |    |   |   |   |   |   |   |   |    |   |  |  |
| Каријера           | Каријера | Каријера          | 26 | 0 | 1 | 0 | — | — | 1 | 0 | 28 | 0 |  |  |
|                    |          |                   |    |   |   |   |   |   |   |   |    |   |  |  |

### Утакмице у дресу репрезентације
| Репрезентација Северне Македоније до 15 година старости | Репрезентација Северне Македоније до 15 година старости | Репрезентација Северне Македоније до 15 година старости | Репрезентација Северне Македоније до 15 година старости | Репрезентација Северне Македоније до 15 година старости | Репрезентација Северне Македоније до 15 година старости | Репрезентација Северне Македоније до 15 година старости | Репрезентација Северне Македоније до 15 година старости | Репрезентација Северне Македоније до 15 година старости | Репрезентација Северне Македоније до 15 година старости |
| #                                                       | Датум                                                   | Такмичење                                               | Локација                                                | Домаћин                                                 | Резултат                                                | Гост                                                    | Мин.                                                    | Гол                                                     | Реф.                                                    |
| ------------------------------------------------------- | ------------------------------------------------------- | ------------------------------------------------------- | ------------------------------------------------------- | ------------------------------------------------------- | ------------------------------------------------------- | ------------------------------------------------------- | ------------------------------------------------------- | ------------------------------------------------------- | ------------------------------------------------------- |
| 1.                                                      | 14. април 2017.                                         | Турнир у Јерменији                                      |                                                         | Узбекистан                                              | 2 : 1                                                   | Северна Македонија                                      |                                                         | [ 33 ]                                                  |                                                         |
| 2.                                                      | 29. мај 2017.                                           | Међународни турнир у Шангају                            | Шангај, Кина                                            | Северна Македонија                                      | 4 : 0                                                   | Киргистан                                               |                                                         | [ 35 ]                                                  |                                                         |
| 2                                                       | Укупан број утакмица и постигнутих погодака             | Укупан број утакмица и постигнутих погодака             | Укупан број утакмица и постигнутих погодака             | Укупан број утакмица и постигнутих погодака             | Укупан број утакмица и постигнутих погодака             | Укупан број утакмица и постигнутих погодака             | 0                                                       |                                                         |                                                         |

| Репрезентација Северне Македоније до 16 година старости | Репрезентација Северне Македоније до 16 година старости | Репрезентација Северне Македоније до 16 година старости | Репрезентација Северне Македоније до 16 година старости | Репрезентација Северне Македоније до 16 година старости | Репрезентација Северне Македоније до 16 година старости | Репрезентација Северне Македоније до 16 година старости | Репрезентација Северне Македоније до 16 година старости | Репрезентација Северне Македоније до 16 година старости | Репрезентација Северне Македоније до 16 година старости |
| #                                                       | Датум                                                   | Такмичење                                               | Локација                                                | Домаћин                                                 | Резултат                                                | Гост                                                    | Мин.                                                    | Гол                                                     | Реф.                                                    |
| ------------------------------------------------------- | ------------------------------------------------------- | ------------------------------------------------------- | ------------------------------------------------------- | ------------------------------------------------------- | ------------------------------------------------------- | ------------------------------------------------------- | ------------------------------------------------------- | ------------------------------------------------------- | ------------------------------------------------------- |
| 1.                                                      | 13. април 2018.                                         | Развојни турнир УЕФА                                    | Тренинг центaр ФС БиХ, Зеница                           | Северна Македонија                                      | 2 : 1                                                   | Босна и Херцеговина                                     |                                                         | [ 58 ]                                                  |                                                         |
| 2.                                                      | 15. април 2018.                                         | Развојни турнир УЕФА                                    | Тренинг центaр ФС БиХ, Зеница                           | Хрватска                                                | 2 : 0                                                   | Северна Македонија                                      |                                                         | [ 59 ]                                                  |                                                         |
| 3.                                                      | 29. мај 2018.                                           | Пријатељска утакмица                                    | Тренинг центар Петар Милошевски, Скопље                 | Северна Македонија                                      | 1 : 0                                                   | Словенија                                               |                                                         | [ 60 ]                                                  |                                                         |
| 3                                                       | Укупан број утакмица и постигнутих погодака             | Укупан број утакмица и постигнутих погодака             | Укупан број утакмица и постигнутих погодака             | Укупан број утакмица и постигнутих погодака             | Укупан број утакмица и постигнутих погодака             | Укупан број утакмица и постигнутих погодака             | 0                                                       |                                                         |                                                         |

| Репрезентација Северне Македоније до 17 година старости | Репрезентација Северне Македоније до 17 година старости | Репрезентација Северне Македоније до 17 година старости | Репрезентација Северне Македоније до 17 година старости | Репрезентација Северне Македоније до 17 година старости | Репрезентација Северне Македоније до 17 година старости | Репрезентација Северне Македоније до 17 година старости | Репрезентација Северне Македоније до 17 година старости | Репрезентација Северне Македоније до 17 година старости | Репрезентација Северне Македоније до 17 година старости |
| #                                                       | Датум                                                   | Такмичење                                               | Локација                                                | Домаћин                                                 | Резултат                                                | Гост                                                    | Мин.                                                    | Гол                                                     | Реф.                                                    |
| ------------------------------------------------------- | ------------------------------------------------------- | ------------------------------------------------------- | ------------------------------------------------------- | ------------------------------------------------------- | ------------------------------------------------------- | ------------------------------------------------------- | ------------------------------------------------------- | ------------------------------------------------------- | ------------------------------------------------------- |
| 1.                                                      | 22. август 2018.                                        | Пријатељска утакмица                                    | Та Кали, Малта                                          | Малта                                                   | 0 : 0                                                   | Северна Македонија                                      |                                                         | [ 41 ]                                                  |                                                         |
| 2.                                                      | 26. август 2018.                                        | Пријатељска утакмица                                    | Та Кали, Малта                                          | Малта                                                   | 1 : 0                                                   | Северна Македонија                                      |                                                         | [ 61 ]                                                  |                                                         |
| 3.                                                      | 27. септембар 2018.                                     | Међународни турнир у Летонији                           | Стадион Слокас, Јурмала                                 | Летонија                                                | 0 : 2                                                   | Северна Македонија                                      |                                                         | [ 47 ]                                                  |                                                         |
| 4.                                                      | 29. септембар 2018.                                     | Међународни турнир у Летонији                           | Олимпијски центар Земгалес, Јелгава                     | Финска                                                  | 3 : 1                                                   | Северна Македонија                                      |                                                         | [ 48 ]                                                  |                                                         |
| 4                                                       | Укупан број утакмица и постигнутих погодака             | Укупан број утакмица и постигнутих погодака             | Укупан број утакмица и постигнутих погодака             | Укупан број утакмица и постигнутих погодака             | Укупан број утакмица и постигнутих погодака             | Укупан број утакмица и постигнутих погодака             | 0                                                       |                                                         |                                                         |

## Трофеји и награде
Трајал
- Српска лига Исток: 2021/22.[62]
- Куп Расинског округа: 2022.[63]